# Altenhof (Radevormwald)
Altenhof ist ein Ort von Radevormwald im Oberbergischen Kreis im Regierungsbezirk Köln in Nordrhein-Westfalen (Deutschland).
Er liegt im Nordwesten von Radevormwald. Die Nachbarorte heißen Herkingrade, Sondern, Im Kamp, Fuhr, Önkfeld und Eistringhausen. Der Ort ist über die Landesstraße 130 zu erreichen, die von Herkingrade nach Ennepetal verläuft.
Im Stadtrat von Radevormwald wird der Ort politisch vertreten durch den Direktkandidaten des Wahlbezirks 170.
Südöstlich des Ortes entspringt in der Flur „Heidfeld“ der in den Eistringhauser Bach mündende Heidfelder Bach.

## Wanderwege
- An Altenhof vorbei – als Station zwischen Herkingrade und Eistringhausen – läuft der fünf Kilometer lange Rundwanderweg A 4 mit einem Rastplatz.
- SGV-Hauptwanderstrecke X28

## Geschichte
1556 wurde der Ort in den Kirchenrechnungen erstmals urkundlich erwähnt.
Die Schreibweise der Erstnennung lautet: Aldenpoete